# Jaime Tobón de la Roche
Jaime Tobón de la Roche (Manizales , 1925 - Medellín, 3 de diciembre de 2009) fue un productor y locutor de radio colombiano, fundador de la Cadena Todelar de Colombia.
Fue unos pioneros del periodismo deportivo, y socio fundador de Cicrodeportes Antioquia, y  Radio Visión, en cuya frecuencia transmitó  Radio Reloj. Se destacó por narrar deportes y cubrir grandes eventos y hacer reportajes deportivos. Falleció en Medellín el 3 de diciembre de 2009 tras de padecer de cáncer óseo.